# Castel Gartenau
Castel Gartenau (Schloss Gartenau in tedesco) si trova nel territorio della frazione Taxach nel comune austriaco di Hallein nell'omonimo distretto appartenente al Land Salisburghese e la sua costruzione risale al XII secolo.

## Storia
Il castello in origine era chiamato Grafengaden e venne edificato nei primi decenni del XII secolo con lo scopo di controllare il territorio a sud di Salisburgo e vigilare sul commercio del sale oltre a tutelare le proprietà dei signori locali, i conti di Sulzbach dell'Alto Palatinato bavarese, che ne decisero appunto la costruzione. Dal punto di vista delle opportunità legate agli aspetti di giurisdizione geografica spettò poi alla famiglia ministeriale salisburghese dei Gutrader, che esercitava tale funzione. Nel 1286 venne citata una fortificazione chiamata Kattenowe ma non ci sono informazioni al riguardo del sito effettivo dove si trovava. Con l'estinzione della famiglia dei Gutraders, intorno al 1300, ci fu un vuoto nella storia della proprietà e circa quarant'anni dopo il castello venne menzionato come Hof zu Gartenau. Intorno al 1390 risultò tra le proprietà dell'allora custode di Glanegg, il cavaliere Rudolf Trauner, che fece ristrutturare la fortezza precedente dandole l'aspetto di torre. Intorno al 1430 apparteneva alla ricca famiglia dei commercianti di sale Scheller che allora si chiamava Scheller von Gartenau. In seguito la proprietà passò alla famiglia bavarese Aham e poi alla famiglia Panichner von Wolkersdorf. Nel 1565 Hans Panichner, come protestante, fu costretto a lasciare il paese e vendette il castello tre anni più tardi a Jakob Khuen von Belasy, fratello dell'allora principe-arcivescovo regnante di Salisburgo. Nel 1570 il castello fu ristrutturato e ampliato. Dopo il 1618 passò alla famiglia Ritz che possedeva anche Ramseiden, Grub e Bürgelstein. L'ultimo della famiglia, il Freiherr Emmeran Friedrich von Ritz zu Gartenau, lasciò in eredità nel 1681 il castello al genero Ferdinand Paris von Rehlingen con la condizione che il figlio prendesse il nome di Ritz zu Gartenau. I suoi discendenti vendettero il castello nel 1775, che passò poi di mano più volte. Nel 1848 la proprietà venne acquistata da Evelyn Freiin von Hammer-Purgstall, figlia del noto orientalista Joseph von Hammer-Purgstall. Il marito di Hammer-Purgstall era Adolf von Berndt, lo scopritore dei ricchi depositi di calcare sul Götschenberg e che iniziò la produzione industriale di cemento. Nel 1864 il castello, la cava e la fabbrica passarno a Gustav Leube. Nel 1886 l'interno del castello fu ampiamente ricostruito poi ancora, nel 1908, venne ristrutturato. Castel Gartenau è ancora di proprietà del cementificio Leube Gmbh ed è in gran parte affittato.

## Descrizione
Castel Gartenau si trova nel territorio della frazione Taxach nel comune austriaco di Hallein nell'omonimo distretto appartenente al Land Salisburghese. Situato sulla strada che unisce Hallein a Salisburg, è circondato da un parco con l'ingresso sul lato nord. Il grande cancello sul muro di cinta permette l'accesso al cortile esterno. La struttura è fiancheggiata da due piccole torri rotonde e la strada su cui veniva trasportato il sale di Berchtesgadner anticamente attraversava il cortile esterno. Il castello si trova nella parte occidentale dell'area ed è circondato a ferro di cavallo da fabbricati agricoli ad un solo piano. Sopra la porta dell'aia si conserva lo stemma in marmo rosso dei Panichner con inciso l'anno 1494. Un grande arco conduce dall'aia della fattoria al cortile interno, molto più piccolo. Lo scalone coperto in pietra e le arcate adiacenti al piano terra risalgono al 1908.  Ad ovest si trova la porta d'ingresso del castello principale che conserva sopra di essa il grande stemma in marmo rosso sormontato da un timpano triangolare piatto. Lo stemma è quello dell'alleanza tra i Kuen-Belasy e i Thannhausen, mentre la data e il testo incisi sotto si riferiscono al completamento e all'ampliamento del 1570. Il castello principale è una torre a tre piani con pianta irregolare. La parte meridionale è fortemente arretrata ed è la più antica mentre la parte settentrionale, più piccola, risale alla fine del XVIII secolo. All'estremità settentrionale della facciata ovest si trova il bovindo che si estende su tutti i piani. Le facciate sono intonacate e in gran parte spoglie, ravvivate solo dalle due finestre della cappella tardo gotica a sud e a ovest, con trafori e colonne centrali ottagonali realizzate in marmo rosso Adnet. Il campanile dell'ex cappella del castello si alza dal tetto a scandole all'angolo sud-est. La cappella al secondo piano è la stanza più importante del palazzo con le sue rifiniture tardogotiche e la volta a vela, ma fu profanata già a metà del XIX secolo. L'altare fu venduto al monastero sul Dürnberg nel 1886. Le stanze del piano terra e le scale sono a volta. Al secondo piano era presente un ampio salone che fu suddiviso durante la ristrutturazione del 1886. Durante la ristrutturazione del 1908 nel bovindo del secondo piano furono scoperti i resti di un dipinto murale del 1400 circa che sono stati rimossi e sono stati conservati sotto la protezione di un vetro nel corridoio.

### Bene architettonico tutelato
Castel Gartenau in Austria è un bene sottoposto a tutela artistica col numero 4893